# L'home encorbat
L'home encorbat (anglès: The Adventure of the Crooked Man), un dels 56 contes de Sherlock Holmes escrits per Sir Arthur Conan Doyle, és un dels 12 contes del cicle recollits com a Les memòries de Sherlock Holmes. Va ser publicat per primera vegada a The Strand Magazine al Regne Unit el juliol de 1893, i a Harper's Weekly als Estats Units el 8 de juliol de 1893.
Doyle va classificar "L'home encorbat" al 15è lloc en una llista de les seves 19 històries preferides de Sherlock Holmes.

## Sinopsi
Holmes fa una crida a Watson a la seva cirurgia una nit per demanar la seva ajuda en una investigació. Holmes explica que, a Aldershot Camp, el coronel James Barclay de The Royal Munsters i la seva dona Nancy DeVoy Barclay eren una parella aparentment feliç; tanmateix, Barclay ha mort i la seva dona és sospitosa del seu assassinat. El major Murphy, contacte de Holmes al regiment, ha explicat que Barclay, tot i que es dedicava completament a la seva dona, tenia un caràcter més aviat reivindicatiu en altres llocs. També havia patit atacs de depressió aleatoris i no li agradava que el deixés sol a la nit.

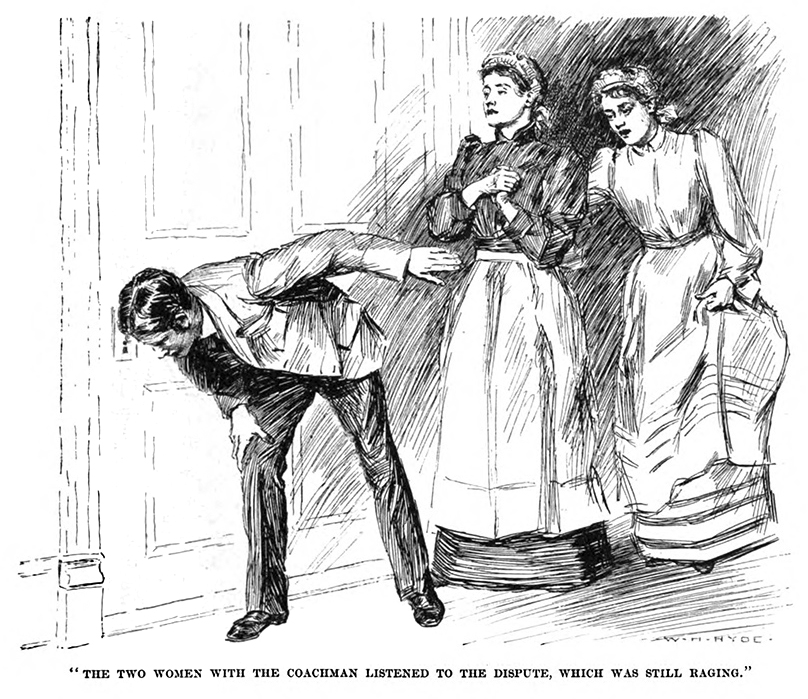
Se senten els Barclays discutint, il·lustració de 1893 de W.H. Hyde a Harper's Weekly

La nit del suposat crim, Nancy Barclay havia marxat a una reunió de l'església en companyia de la seva amiga, la senyoreta Morrison. Quan va tornar, s'havia mostrat molt agitada i havia demanat te a la seva criada. Quan la minyona va tornar amb el te, va sentir els Barclays discutint furiós darrere de la porta de la sala del matí tancada amb clau. Nancy, l'única veu prou forta com per ser clarament audible, va dir repetidament les paraules "David", "covard" i "retorna'm la vida". Moments més tard, van sonar crits; quan el cotxer del Barclay va entrar a l'habitació per les finestres franceses obertes , va trobar Nancy esfondrada i el coronel mort, sagnant per una ferida al cap. Faltava la clau de l'habitació i la porta la va haver d'obrir un serraller. Nancy, temporalment boja de xoc, va ser traslladada a un hospital i Holmes va ser trucat per investigar.
Holmes va trobar indicis que un tercer silenciós havia estat present; l'home havia deixat el seu bastó a l'habitació, les seves petjades a la gespa, i presumiblement també havia agafat la clau. Holmes també va trobar les empremtes d'un animal de cos llarg i de potes curtes a terra, així com signes que la criatura havia intentat menjar-se el canari de Barclay. Interrogant la senyoreta Morrison, Holmes es va assabentar que, de camí a casa després de la reunió, ella i Nancy s'havien trobat amb un home deformat amb una caixa de fusta a l'esquena. Tant ell com Nancy semblaven molt sorpresos; ell es va dirigir a ella pel seu nom, i ella es va dirigir a ell com "Henry". Van parlar en privat un moment, després es van separar, tots dos molt molestos. Després de jurar a la seva amiga que callaria, Nancy havia tornat a casa. Com que l'aspecte de l'home era distintiu, Holmes aviat va poder descobrir la seva identitat; Henry Wood, un prestidigitador que va entretenir els soldats al voltant d'Aldershot.

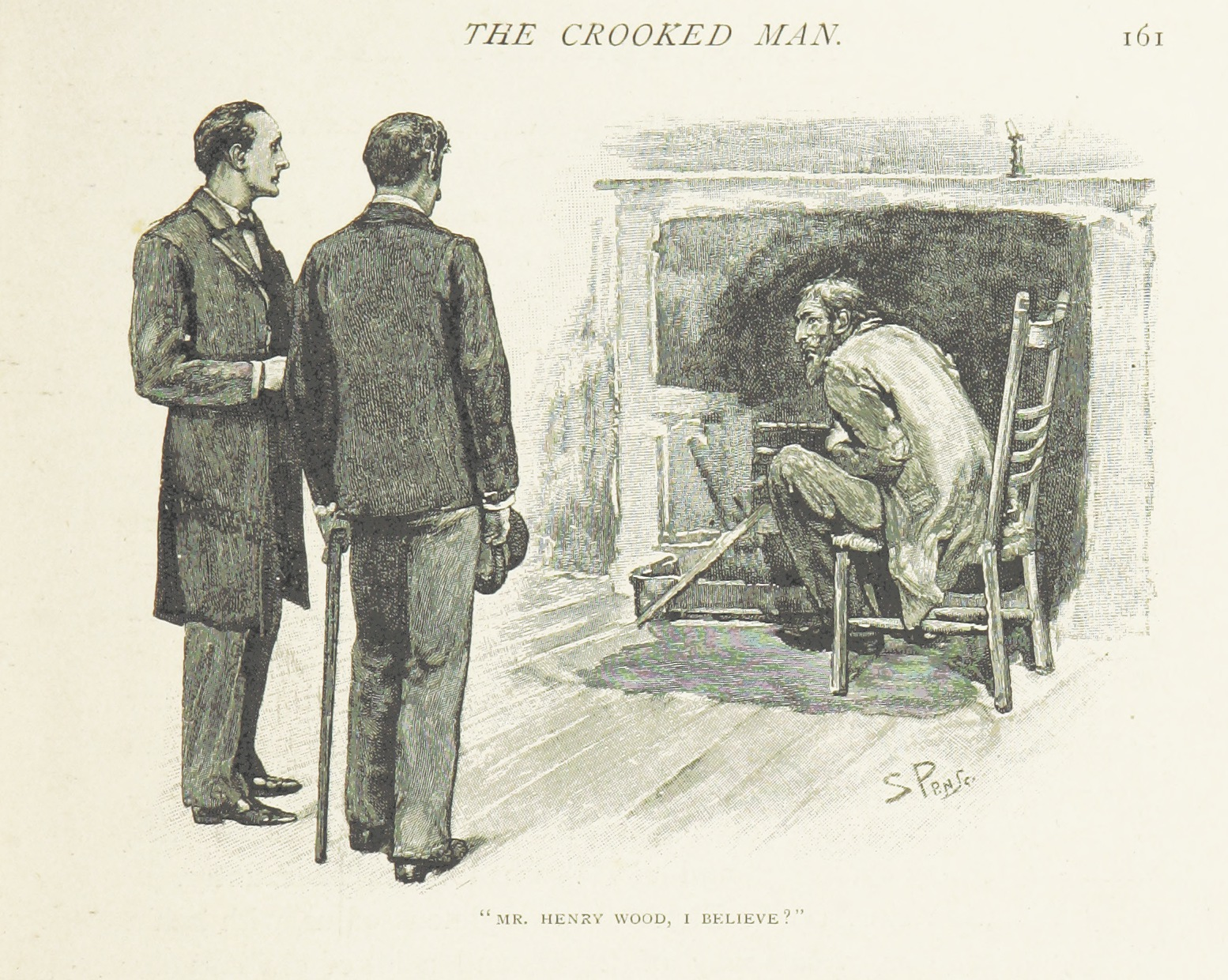
Holmes, Watson es troben amb Henry Wood, il·lustració de Sidney Paget reimprès a The Memoirs of Sherlock Holmes

Amb Watson com a testimoni, Holmes visita Wood al seu allotjament. Wood explica amb molt de gust la seva història per salvar Nancy de ser acusació d'assassinat. Trenta anys abans, havia estat a l'Índia i havia estat soldat als Royal Munsters amb el llavors sergent Barclay. Els dos homes estimaven Nancy DeVoy, però ella estava dedicada a Wood, malgrat la desaprovació del seu pare. La parella es va mantenir fidel l'un a l'altre, tanmateix, però quan va esclatar la rebel·lió índia de 1857, els Royal Munsters es van trobar tallats dels subministraments. Wood s'havia ofert per anar a buscar ajuda, i Barclay li va donar informació sobre com colar-se amb seguretat a través de les línies enemigues; tanmateix, Barclay, desitjant tenir Nancy per a ell, va alertar en secret als insurgents que Wood passaria. Wood va ser capturat i va aprendre dels seus captors de la traïció. Al llarg dels anys, va ser esclavitzat i torturat repetidament, donant lloc a la seva esquena i cames deformades. Finalment, escapant, va viure molts anys a l'Índia com a prestidigitador, preferint que Nancy i els seus companys de guerra pensessin que havia estat mort en acció en lloc de veure la seva deformitat. En la seva vellesa, amb ganes de veure Anglaterra de nou i tornar a estar al costat dels soldats, va estalviar prou diners per viatjar a Aldershot, sense adonar-se que el seu propi regiment hi estava estacionat actualment. Inesperadament es va trobar amb Nancy, havia admès la traïció del seu marit a ella, després la va seguir en secret fins a casa seva. En veure en Barclay discutir amb Nancy, Wood havia entrat a l'habitació per les finestres franceses, per defensar-la; tanmateix, Barclay havia mort a l'instant d'apoplexia amb la mera visió de Wood viu, i es va colpejar el cap contra el parafang quan va caure. Nancy va cridar i es va desmaiar; En el caos, la mangosta mascota de Wood, Teddy, va escapar de la seva caixa de fusta i va córrer cap amunt per la cortina darrere del canari. Reflexivament embutxacant la clau de la porta, Wood va tornar a capturar en Teddy i va fugir de l'escena, tement que fos acusat d'assassinat.
Com Wood, Holmes dubta a l'hora de provocar un escàndol militar de fa 30 anys; descobert que el metge forense ha confirmat que el coronel va morir d'apoplexia, Holmes manté en secret la història de Wood de moment. Preguntat per Watson sobre l'ús que Nancy feia del nom "David", quan ningú implicat en el cas portava aquest nom, Holmes decideix que Nancy devia estar comparant el seu marit amb el rei bíblic David, que va organitzar l'assassinat d'Uries per robar-li Betsabé.

## Comentari
"Elemental, estimat Watson" és una frase sovint citada de Sherlock Holmes. Tanmateix, Holmes mai diu això en cap de les històries de Sir Arthur Conan Doyle. A L'home encorbat, però, s'hi acosta més:
"Tinc l'avantatge de conèixer els seus hàbits, estimat Watson", va dir.
…
"Excel·lent!" Vaig plorar.
"Elemental", va dir.
L'adaptació de Granada Television de "The Crooked Man" inverteix la cita, fent que Watson dedueixi que Holmes havia buscat un passatge de la Bíblia des que van tornar a casa d'Aldershot. Quan Holmes li pregunta a Watson com ho sabia, assenyala el marcador d'Holmes i respon "Elemental, estimat Holmes".
Es desconeix la data exacta de l'ambientació d'aquesta història, però com que Nancy s'havia casat durant "més de trenta anys" i la rebel·lió de l'Índia va esclatar el 1857, la data hauria de ser el 1887 o més enllà. Les primeres línies de Watson expliquen que aquesta història es va produir a l'"estiu" just després del seu matrimoni, que, segons El signe dels quatre, va ser en algun moment del 1889; això suggereix que la història està ambientada el 1889 o el 1890.

## Historial de publicacions
"The Adventure of the Crooked Man" es va publicar al Regne Unit a The Strand Magazine el juliol de 1893, i als Estats Units a Harper's Weekly el 8 de juliol de 1893. També es va publicar a l'edició nord-americana de The Strand Magazine l'agost de 1893. La història es va publicar amb set il·lustracions de Sidney Paget a The Strand, i amb dues il·lustracions de W.H. Hyde a Harper's Weekly.Va ser inclòs a The Memoirs of Sherlock Holmes, que es va publicar el desembre de 1893 al Regne Unit i el febrer de 1894 als Estats Units.

### Cinema i televisió
La història va ser adaptada com a curtmetratge mut de 1923 com a part de la sèrie de pel·lícules Stoll. La va protagonitzar Eille Norwood com Holmes i Hubert Willis com a Watson, i va comptar amb Gladys Jennings com a Mrs Barclay i Dora De Winton com a Miss Morrison.
La versió de Granada TV amb Jeremy Brett és fidel a l'original, excepte que fa que la mestressa, en comptes del cotxer, qui diu a Holmes la pista de la clau que falta. També insinua que els "Mallows" són un regiment de "Lancers" i que Barclay va deure la major part del seu ràpid ascens de sergent a oficial, almenys en part, pel seu matrimoni amb la filla del sergent major del regiment, més que per mèrits. ja que Murphy ja era un jove suboficial en el moment en què Barclay era sergent; en el moment de la història, Murphy encara és només un major en comandament "temporal" del regiment. És protagonitzada per Norman Jones com Henry Wood, Lisa Daniely com Nancy Barclay, Denys Hawthorne com James Barclay, Fiona Shaw com Miss Morrison, Paul Chapman com el Major Murphy, Shelagh Stephenson com Jane, Michael Lumsden com el jove Henry Wood, Catherine Rabett com la jove Nancy i James Wilby com el jove Barclay.
La història va ser adaptada com a episodi de 1999 de la sèrie de televisió animada Sherlock Holmes al segle XXII titulada "The Crooked Man".
Holmes descriu aquest cas al seu grup d'addiccions a l'episodi "A Giant Gun, Filled with Drugs" (2013) de la sèrie de televisió CBS Elementary.

### Ràdio
Edith Meiser va adaptar la història com a episodi de la sèrie de ràdio nord-americana  The Adventures of Sherlock Holmes que es va emetre l'1 de desembre de 1930, amb Richard Gordon com Sherlock Holmes i Leigh Lovell com el Dr. Watson.
Edith Meiser també va adaptar la història com a episodi de la posterior sèrie de ràdio nord-americana series The New Adventures of Sherlock Holmes, amb Basil Rathbone com Holmes i Nigel Bruce com a Watson, que es va emetre el 10 de novembre de 1940.
Michael Hardwick va dramatitzar la història com una adaptació de ràdio del BBC Light Program de 1966, com a part de la sèrie de ràdio 1952–1969 protagonitzada per Carleton Hobbs com Holmes i Norman Shelley com Watson.
"The Crooked Man" va ser dramatitzat per a la BBC Radio 4 el 1992 per Bert Coules com a part de la sèrie de ràdio 1989-1998 protagonitzada per Clive Merrison com Holmes i Michael Williams com Watson. Va comptar amb Brian Blessed com Henry Wood i Terence Edmond com el Major Murphy. Aquesta adaptació conté un gir al final de l'escena del desenllaç: després que Holmes hagi sortit de l'habitació, Watson aconsella a Wood que esperi una estona i després torni a Nancy Barclay, que la seva desfiguració no li importarà. Wood respon ambiguament, i l'assumpte queda (pel que fa al públic) sense resoldre.
La història va ser adaptada com a episodi de The Classic Adventures of Sherlock Holmes , una sèrie del programa de ràdio nord-americà Imagination Theatre,protagonitzada per John Patrick Lowrie com Holmes i Lawrence Albert com Watson. L'episodi es va emetre el 2015.